# Selles-Saint-Denis
Selles-Saint-Denis ist eine französische Gemeinde mit 1.340 Einwohnern (Stand: 1. Januar 2022) im Département Loir-et-Cher in der Region Centre-Val de Loire; sie gehört zum Arrondissement Romorantin-Lanthenay und zum Kanton La Sologne.

## Geographie
Die Gemeinde Selles-Saint-Denis liegt etwa 48 Kilometer nordwestlich von Bourges am Sauldre. Umgeben wird Selles-Saint-Denis von den Nachbargemeinden Marcilly-en-Gault im Nordwesten und Norden, La Ferté-Imbault im Nordosten und Osten, Châtres-sur-Cher im Südosten und Süden, Langon-sur-Cher im Süden und Südwesten, Villeherviers im Südwesten und Westen sowie Loreux im Westen.

## Bevölkerungsentwicklung
| Jahr                       | 1962 | 1968 | 1975 | 1982 | 1990 | 1999 | 2011 | 2022 |
| Einwohner                  | 1014 | 1024 | 1071 | 1172 | 1199 | 1193 | 1256 | 1340 |
| Quellen: Cassini und INSEE |      |      |      |      |      |      |      |      |

## Sehenswürdigkeiten

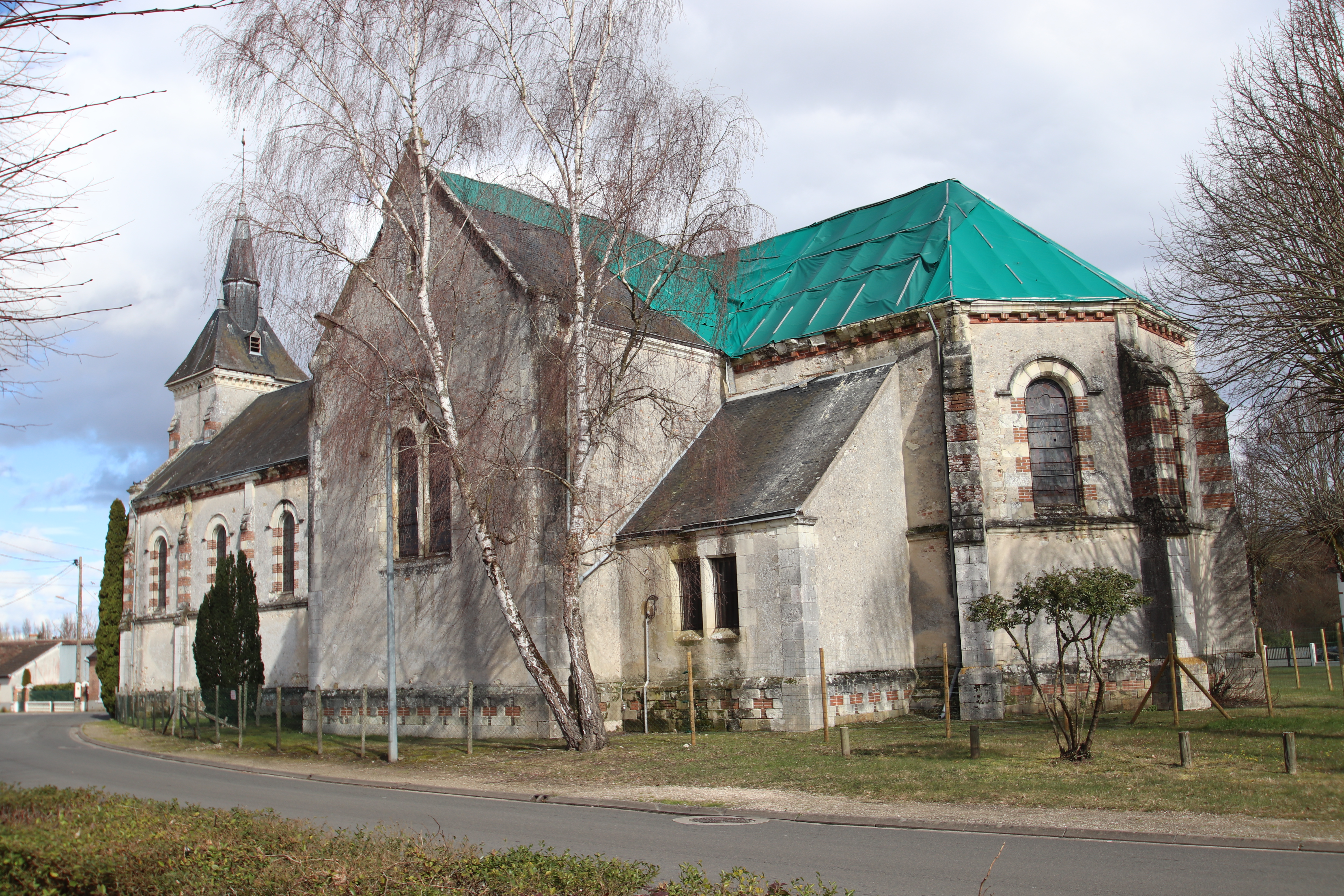
Kirche Saint-Denis
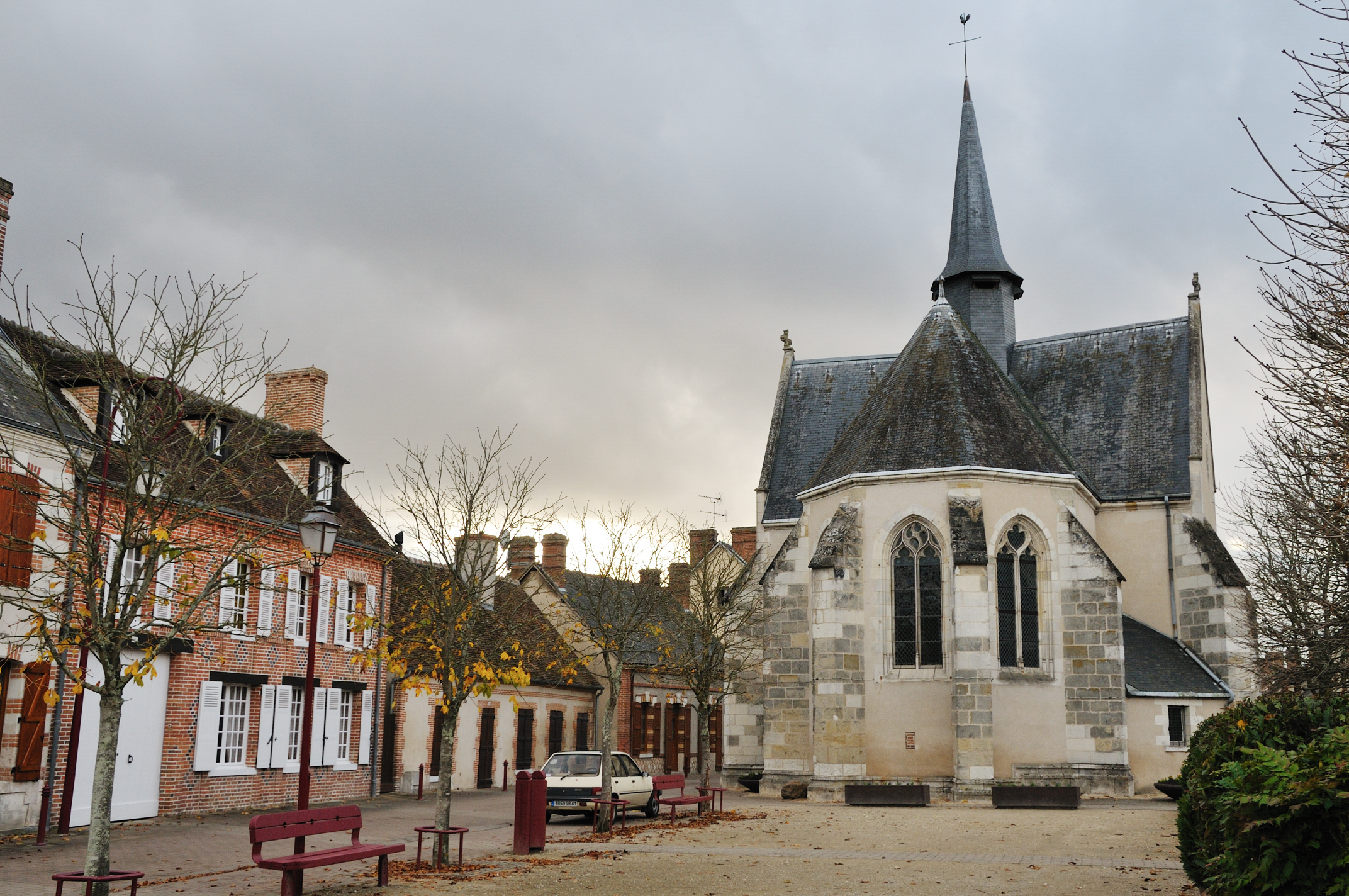
Kapelle Saint-Genouph aus dem 15. Jahrhundert, Monument historique seit 1872
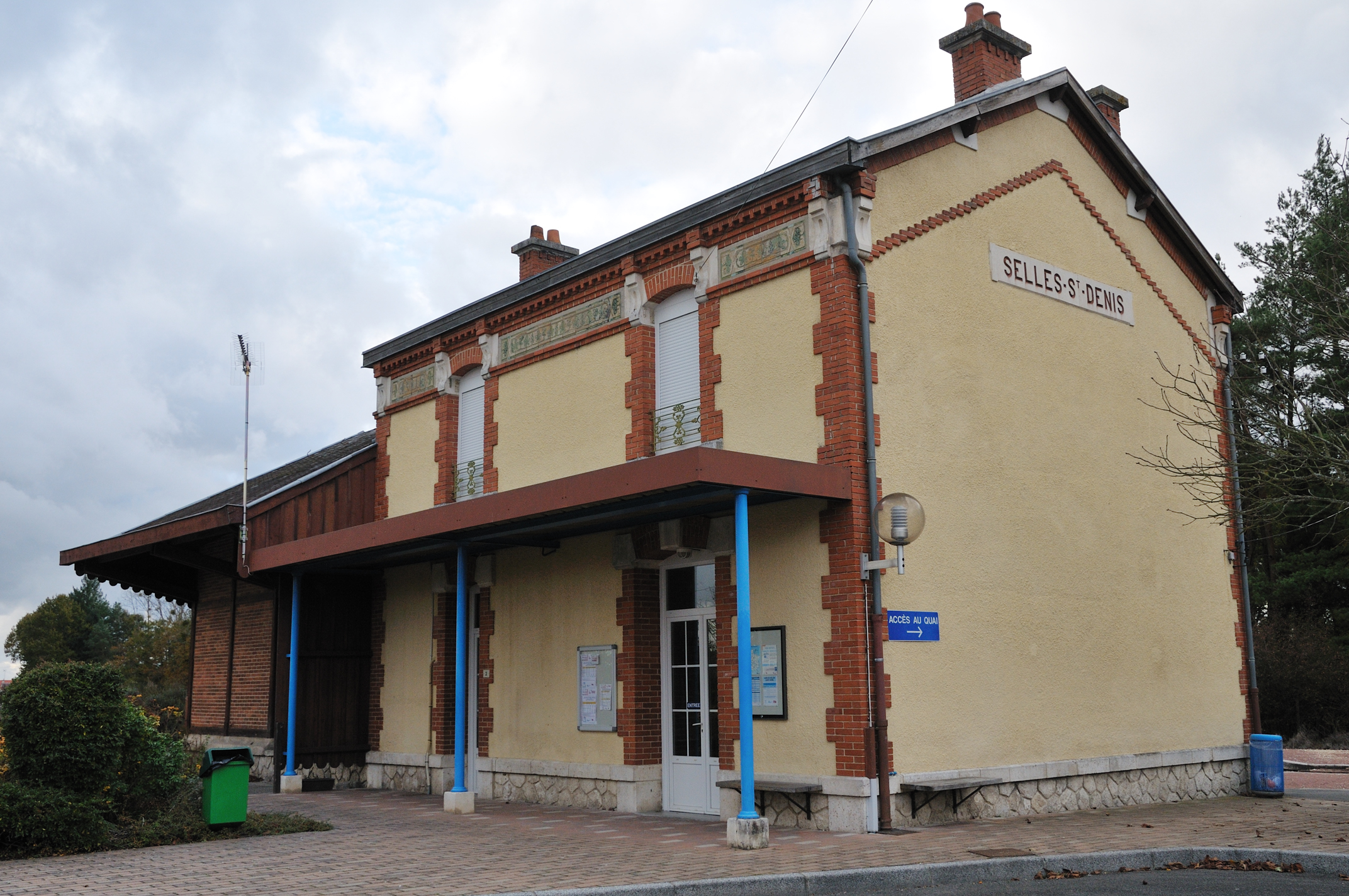
Bahnhof
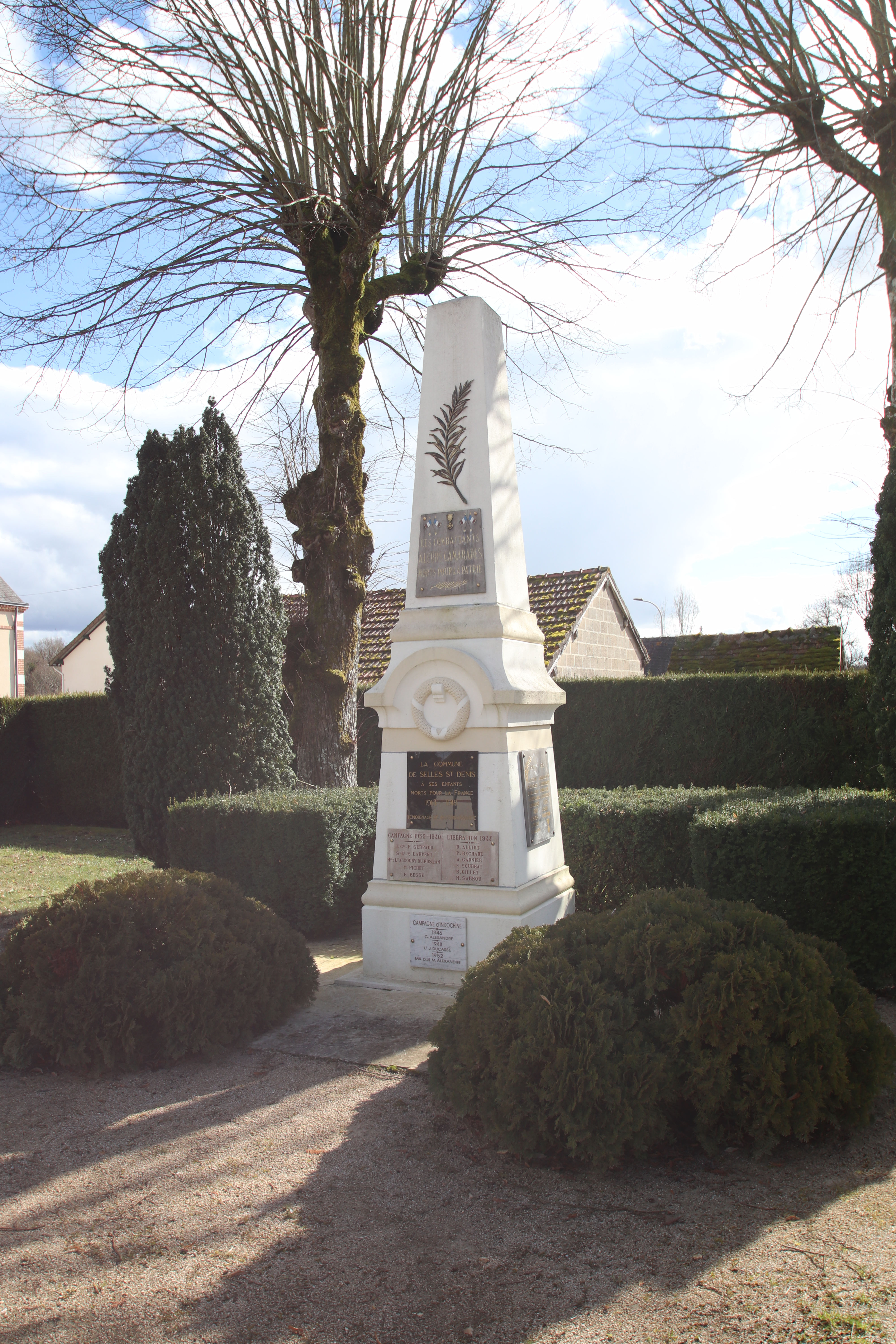
Gefallenendenkmal

- Schloss Montifaut
- Schloss Bois Méhant
- Schloss Les Anges

- Kirche Saint-Denis
- Kapelle Saint-Genouph
- Bahnhof
- Gefallenendenkmal